# Cladova, Arad
Cladova este un sat în comuna Păuliș din județul Arad, Crișana, România. Aici se află o mină de uraniu care nu se exploatează datorită apropierii de așezări locuite permanent. Este o zonă pitorească propice agrementului. Localitatea se situează între Barațca și Lipova.

## Mănăstirea paulină
Mănăstirea paulină a fost întemeiată probabil între anii 1272-1290 de regele Ladislau Cumanul la confluența Cladovei cu Mureșul. În anul 1308 mănăstirea a cumpărat noi terenuri, ceea ce sugerează starea ei înfloritoare. Biserica medievală apare în lista monumentelor istorice sub cod LMI AR-I-m-A-00432.02, însă nu a fost identificată cu exactitate la fața locului. Foarte probabil chiliie eremiților și anexele gospodărești nu erau amplasate pe „Dealul Carierei”, ci în vale.

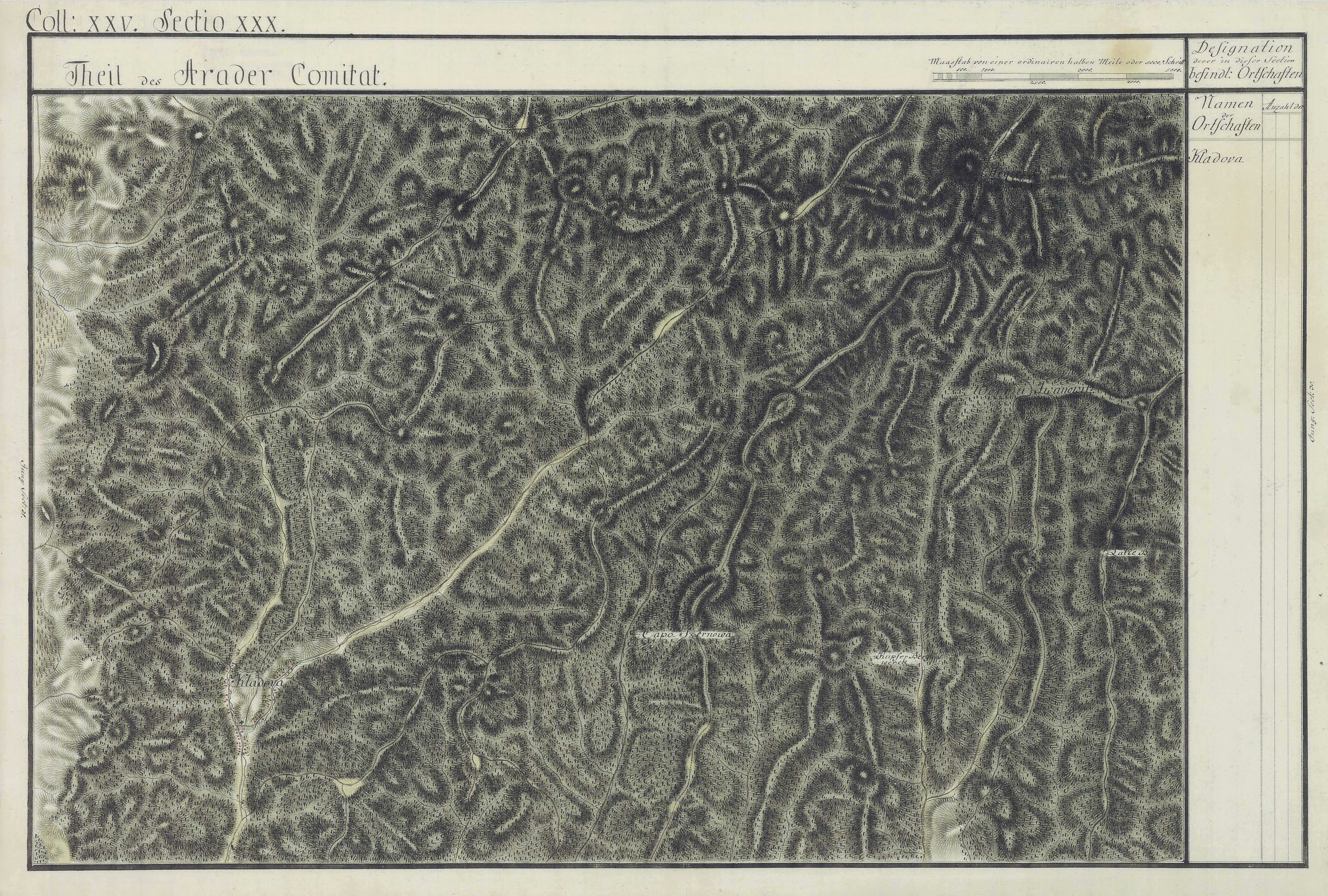
Cladova în Harta Iozefină a Comitatului Arad, 1782-85